# Liste der Baudenkmale in Lechterke mit Wohld
In der Liste der Baudenkmale in Lechterke mit Wohld sind die Baudenkmale der niedersächsischen Ortschaft Lechterke mit Wohld der Gemeinde Badbergen aufgelistet. Die übrigen Ortsteile sind in eigenständigen Listen aufgeführt.
Die Quelle der Baudenkmale ist der Denkmalatlas Niedersachsen. Der Stand der Liste ist der 10. Dezember 2024.

## Allgemein
In den Spalten befinden sich folgende Informationen:
- Lage: die Adresse des Baudenkmales und die geographischen Koordinaten. Kartenansicht, um Koordinaten zu setzen. In der Kartenansicht sind Baudenkmale ohne Koordinaten mit einem roten Marker dargestellt und können in der Karte gesetzt werden. Baudenkmale ohne Bild sind mit einem blauen Marker gekennzeichnet, Baudenkmale mit Bild mit einem grünen Marker.
- Bezeichnung: Bezeichnung des Baudenkmales
- Beschreibung: die Beschreibung des Baudenkmales. Unter § 3 Abs. 2 NDSchG werden Einzeldenkmale und unter § 3 Abs. 3 NDSchG Gruppen baulicher Anlagen und deren Bestandteile ausgewiesen.
- ID: die Objekt-ID des Baudenkmales
- Bild: ein Bild des Baudenkmales, ggf. zusätzlich mit einem Link zu weiteren Fotos des Baudenkmals im Medienarchiv Wikimedia Commons. Wenn man auf das Kamerasymbol klickt, können Fotos zu Baudenkmalen aus dieser Liste hochgeladen werden:

## Lechterke (mit Wohld)

### Gruppe: Hof Brörmann
Die Gruppe „Hof Brörmann“ besteht aus einer kleinen Hofanlage aus dem beginnenden 19. Jahrhundert unter einem hohen Baumbestand. Die Gruppe hat die ID 51689775.

| Lage                                      | Bezeichnung              | Beschreibung                                                            | ID       | Bild |
| ----------------------------------------- | ------------------------ | ----------------------------------------------------------------------- | -------- | ---- |
| Bröringsweg 6 52° 39′ 44″ N, 7° 58′ 38″ O | Wohn-/Wirtschaftsgebäude | Das Vierständer-Hallenhaus wurde 1823 unter einem Satteldach errichtet. | 45230627 | BW   |
| Bröringsweg 6 52° 39′ 44″ N, 7° 58′ 38″ O | Scheune                  | Die Fachwerkscheune wurde 1825 unter einem Satteldach errichtet.        | 51689808 | BW   |

### Gruppe: Siedlung Lechterke
Die Gruppe „Siedlung Lechterke“ besteht aus den Hofanlagen Ruwe, Schöne, Marbold und Hildebrand. Die Gruppe hat die ID 45232657.

| Lage                                        | Bezeichnung              | Beschreibung | ID       | Bild |
| ------------------------------------------- | ------------------------ | --- | -------- | ---- |
| Burenstroaten 1 52° 39′ 35″ N, 7° 58′ 19″ O | Wohn-/Wirtschaftsgebäude | Das Zweiständer-Hallenhaus auf dem Hof Schöne wurde 1815 unter einem Satteldach errichtet und 1920 bis 1930 umgebaut. Wohn- und Wirtschaftsgiebel kragen jeweils dreifach vor.         | 45231564 | BW   |
| Burenstroaten 1 52° 39′ 36″ N, 7° 58′ 17″ O | Scheune                  | Die Fachwerkscheune des Hofs Schöne wurde 1819 unter einem Satteldach errichtet. Beide Giebel kragen jeweils zweifach vor.                                                             | 45231613 | BW   |
| Burenstroaten 1 52° 39′ 35″ N, 7° 58′ 17″ O | Stall                    | Der Fachwerkstall des Hofs Schöne steht unter einem Satteldach. | 45231637 | BW   |
| Burenstroaten 1 52° 39′ 35″ N, 7° 58′ 17″ O | Anbau                    | Zwischen 1920 und 1930 wurde der Anbau, der als Verbindungsteil zwischen Hauptgebäude und dem Stall des Hofs Schöne dient, in Fachwerkbauweise unter einem Satteldach errichtet.       | 45231656 | BW   |
| Burenstroaten 1 52° 39′ 36″ N, 7° 58′ 19″ O | Speicher                 | Der zweigeschossige Fachwerkspeicher des Hofs Schöne wurde 1836 unter einem Satteldach errichtet.                                                                                      | 45231594 | BW   |
| Burenstroaten 1 52° 39′ 36″ N, 7° 58′ 19″ O | Wagenschauer/Remise      | Der Wagenschauer mit drei Querdurchfahrten und zwei Quereinfahrten wurde zwischen 1920 und 1930 auf dem Hof Schöne errichtet.                                                          | 45231677 | BW   |
| Burenstroaten 3 52° 39′ 36″ N, 7° 58′ 21″ O | Wohn-/Wirtschaftsgebäude | Das Vierständer-Hallenhaus auf dem Hof Marbold wurde 1812 aus einem früheren Zweiständerbau unter einem Satteldach errichtet. Wohn- und Wirtschaftsgiebel kragen jeweils dreifach vor. | 45231822 | BW   |
| Burenstroaten 3 52° 39′ 37″ N, 7° 58′ 20″ O | Scheune                  | Die Fachwerkscheune des Hofs Marbold wurde 1883 unter einem Satteldach errichtet. | 45231907 | BW   |
| Burenstroaten 3 52° 39′ 38″ N, 7° 58′ 21″ O | Stall                    | Der Stall des Hofs Marbold aus Backstein mit einem Zwerchgiebel steht unter einem Satteldach.                                                                                          | 45231884 | BW   |
| Burenstroaten 3 52° 39′ 36″ N, 7° 58′ 19″ O | Wagenschauer/Remise      | Der Wagenschauer mit sieben Quereinfahrten wurde auf dem Hof Marbold unter einem Satteldach errichtet.                                                                                 | 45231863 | BW   |
| Burenstroaten 5 52° 39′ 34″ N, 7° 58′ 14″ O | Wohn-/Wirtschaftsgebäude | Das Vierständer-Hallenhaus auf dem Hof Hildebrand wurde 1874 unter einem Satteldach errichtet.                                                                                         | 45232078 |      |
| Burenstroaten 5 52° 39′ 35″ N, 7° 58′ 14″ O | Scheune                  | Die Fachwerkscheune des Hofs Hildebrand steht unter einem Satteldach. | 45232172 | BW   |
| Burenstroaten 5 52° 39′ 35″ N, 7° 58′ 13″ O | Scheune                  | Die Fachwerkscheune des Hofs Hildebrand steht unter einem Satteldach. | 45232194 | BW   |
| Burenstroaten 5 52° 39′ 34″ N, 7° 58′ 13″ O | Stall                    | Der massive Backsteinstall des Hofs Hildebrand steht unter einem Satteldach | 45232124 | BW   |
| Burenstroaten 5 52° 39′ 34″ N, 7° 58′ 12″ O | Stall                    | Der massive Backsteinstall des Hofs Hildebrand steht unter einem Satteldach | 45232146 | BW   |
| Ruwen Weg 2 52° 39′ 36″ N, 7° 58′ 25″ O     | Wohn-/Wirtschaftsgebäude | Das Zweiständer-Hallenhaus auf dem Hof Ruwe wurde 1811 unter einem Satteldach errichtet.                                                                                               | 45232671 | BW   |
| Ruwen Weg 2 52° 39′ 38″ N, 7° 58′ 25″ O     | Scheune                  | Die Fachwerkscheune des Hofs Ruwe steht unter einem Satteldach. | 45232695 | BW   |
| Ruwen Weg 2 52° 39′ 37″ N, 7° 58′ 25″ O     | Stall                    | Der Stall auf dem Hof Ruwe wurde in massiver Backsteinbauweise errichtet. | 45232717 | BW   |
| Ruwen Weg 2 52° 39′ 37″ N, 7° 58′ 24″ O     | Stall                    | Der Fachwerkstall auf dem Hof Ruwe wurde unter einem Satteldach errichtet. | 45232739 | BW   |
| Ruwen Weg 2 52° 39′ 37″ N, 7° 58′ 25″ O     | Nebengebäude             | Der Fachwerkschuppen auf dem Hof Ruwe steht unter einem Pultdach. | 45232831 | BW   |
| Ruwen Weg 2 52° 39′ 37″ N, 7° 58′ 24″ O     | Nebengebäude             | Der Backsteinschuppen auf dem Hof Ruwe steht unter einem Pultdach. | 45232861 | BW   |

### Gruppe: Hof Rodbert
Die Gruppe „Hof Rodbert“ ist eine mehrseitige Hofanlage unter einem hohen Baumbestand. Die Gruppe hat die ID 45233082.

| Lage                                      | Bezeichnung              | Beschreibung | ID       | Bild |
| ----------------------------------------- | ------------------------ | --- | -------- | ---- |
| Wohldstraße 4 52° 39′ 49″ N, 7° 58′ 30″ O | Wohn-/Wirtschaftsgebäude | Das Vierständer-Hallenhaus wurde 1849 unter einem Satteldach errichtet. Der Wirtschaftsgiebel kragt dreifach, der Wohngiebel zweifach vor.                         | 45233125 | BW   |
| Wohldstraße 4 52° 39′ 30″ N, 7° 58′ 48″ O | Scheune                  | Die Fachwerkscheune mit Querdurchfahrt wurde 1736 unter einem Satteldach errichtet. Beide Giebel kragen zweifach vor.                                              | 45233153 | BW   |
| Wohldstraße 4 52° 39′ 29″ N, 7° 58′ 50″ O | Scheune                  | Die Fachwerkscheune mit Querdurchfahrt wurde 1736 unter einem Satteldach errichtet. Beide Giebel kragen zweifach vor.                                              | 45233153 | BW   |
| Wohldstraße 4 52° 39′ 30″ N, 7° 58′ 50″ O | Scheune                  | Die Fachwerkscheune mit zwei Querdurchfahrten wurde in der zweiten Hälfte des 19. Jahrhunderts unter einem Satteldach errichtet. Beide Giebel kragen zweifach vor. | 45233179 | BW   |
| Wohldstraße 4 52° 39′ 30″ N, 7° 58′ 49″ O | Stall                    | Der Fachwerkstall mit Zwerchgiebel steht unter einem Satteldach.                                                                                                   | 45233234 | BW   |
| Wohldstraße 4 52° 39′ 30″ N, 7° 58′ 47″ O | Stall                    | Der Fachwerkstall steht unter einem Satteldach. Beide Giebel kragen zweifach vor.                                                                                  | 45241667 | BW   |
| Wohldstraße 4 52° 39′ 30″ N, 7° 58′ 48″ O | Speicher                 | Der anderthalbgeschossige Fachwerkspeicher steht unter einem Satteldach.                                                                                           | 45233200 | BW   |
| Wohldstraße 4 52° 39′ 30″ N, 7° 58′ 51″ O | Wagenschauer/Remise      | Der Schuppen wurde in Fachwerkbauweise errichtet. Die Gefache sind mit Backsteinen ausgemauert.                                                                    | 45241698 | BW   |
| Wohldstraße 4 52° 39′ 29″ N, 7° 58′ 49″ O | Nebengebäude             | Der Schuppen wurde in Fachwerkbauweise errichtet. Die Gefache sind mit Backsteinen ausgemauert.                                                                    | 45241726 | BW   |

### Gruppe: Hof Jürgens im Wohlde
Die Gruppe „Hof Jürgens im Wohlde“ besteht aus einer mehrseitigen, geschlossenen Hofanlage unter einem hohen Baumbestand. Die Gruppe hatte die ID 45249801.

| Lage                                      | Bezeichnung              | Beschreibung | ID       | Bild |
| ----------------------------------------- | ------------------------ | --- | -------- | ---- |
| Wohldstraße 1a 52° 39′ 49″ N, 8° 0′ 13″ O | Wohn-/Wirtschaftsgebäude | Das Zweiständer-Hallenhaus wurde 1816 unter einem Satteldach errichtet. Der Wirtschaftsgiebel kragt dreifach, der Wohngiebel zweifach vor.                      | 45249838 | BW   |
| Wohldstraße 1 52° 39′ 49″ N, 8° 0′ 15″ O  | Scheune                  | Die Fachwerkscheune mit drei Querdurchfahrten von 1787 steht unter einem Satteldach. Die Giebel kragen jeweils zweifach vor. Zugleich Tordurchfahrt in den Hof. | 45249885 | BW   |
| Wohldstraße 1 52° 39′ 49″ N, 8° 0′ 13″ O  | Stall                    | Der Fachwerkstall von 1939 (?) steht unter einem Satteldach. Die Giebel kragen jeweils zweifach vor.                                                            | 45249863 | BW   |
| Wohldstraße 1 52° 39′ 49″ N, 8° 0′ 14″ O  | Stall                    | Der Fachwerkstall mit Wagenschauer und drei Quereinfahrten von 1939 steht unter einem Satteldach.                                                               | 45249908 | BW   |
| Wohldstraße 1 52° 39′ 49″ N, 8° 0′ 14″ O  | Stall                    | Der Fachwerkstall steht als Verbindungsflügel unter einem Satteldach.                                                                                           | 45249941 | BW   |

### Gruppe: Hof Pardieck, ehemals Große Vette
Die Gruppe „Hof Pardieck, ehemals Große Vette“ besteht aus einer mehrseitigen Hofanlage unter einem hohen Baumbestand. Die Hofanlage wurde insgesamt 1885 hierher verlegt. Die Gruppe hatte die ID 45242064.

| Lage                                       | Bezeichnung              | Beschreibung | ID       | Bild |
| ------------------------------------------ | ------------------------ | --- | -------- | ---- |
| Wohldstraße 10 52° 39′ 33″ N, 7° 58′ 54″ O | Wohn-/Wirtschaftsgebäude | Das massive Gebäude wurde 1885 aus Backsteinen unter einem Satteldach errichtet.                                                                     | 45242089 | BW   |
| Wohldstraße 10 52° 39′ 33″ N, 7° 58′ 56″ O | Scheune                  | Die Fachwerkscheune wurde 1844 unter einem Satteldach errichtet und mit der Hofanlage 1885 hierher versetzt. Beide Giebel kragen zweifach vor.       | 45242164 | BW   |
| Wohldstraße 10 52° 39′ 33″ N, 7° 58′ 55″ O | Scheune                  | Die Fachwerkscheune mit zwei Querdurchfahrten wurde aus einem oder zwei früheren Gebäuden von 1667 und 1714 errichtet.                               | 45242207 | BW   |
| Wohldstraße 10 52° 39′ 34″ N, 7° 58′ 56″ O | Stall                    | Der Stall wurde unter einem Satteldach errichtet. Beide Giebel kragen zweifach vor.                                                                  | 45242230 | BW   |
| Wohldstraße 10 52° 39′ 34″ N, 7° 58′ 55″ O | Stall                    | Der Stall mit Zwerchgiebel steht unter einem Satteldach. Wegen der Veränderungen wurde das Gebäude ab 1986 nicht mehr im Denkmalverzeichnis geführt. | 45242249 | BW   |
| Wohldstraße 10 52° 39′ 33″ N, 7° 58′ 55″ O | Stall                    | Der Fachwerkstall aus der zweiten Hälfte des 19. Jahrhunderts steht unter einem Satteldach.                                                          | 51692337 | BW   |
| Wohldstraße 10 52° 39′ 31″ N, 7° 58′ 53″ O | Backhaus                 | Das eingeschossige Fachwerkgebäude wurde 1710 unter einem Satteldach errichtet. Der Backofen wurde entfernt.                                         | 45242135 | BW   |
| Wohldstraße 10 52° 39′ 32″ N, 7° 58′ 55″ O | Wagenschauer/Remise      | Das 1961 errichtete Fachwerkgebäude wird von Backsteinmauern getragen.                                                                               | 45242277 | BW   |

### Gruppe: Hof Reinken im Wohlde, ehemals Jasper im Wohlde (oder Abendroth?)
Die Gruppe „Hof Reinken im Wohlde, ehemals Jasper im Wohlde (oder Abendroth?)“ besteht aus einer mehrseitigen, geschlossenen Hofanlage unter einem hohen Baumbestand. Die Gruppe hatte die ID 45251210.

| Lage                                     | Bezeichnung              | Beschreibung | ID       | Bild |
| ---------------------------------------- | ------------------------ | --- | -------- | ---- |
| Wohldstraße 3 52° 39′ 44″ N, 8° 0′ 13″ O | Wohn-/Wirtschaftsgebäude | Das Zweiständer-Hallenhaus wurde 1785 unter einem Satteldach errichtet. Das Innengerüst ist wohl aus dem 17. Jahrhundert. | 45251254 | BW   |
| Wohldstraße 3 52° 39′ 44″ N, 8° 0′ 14″ O | Scheune                  | Die Fachwerkscheune wurde 1853 unter einem Satteldach errichtet.                                                          | 45251294 | BW   |
| Wohldstraße 3 52° 39′ 44″ N, 8° 0′ 14″ O | Stall                    | Der Fachwerkstall mit einer Tordurchfahrt wurde unter einem Satteldach errichtet.                                         | 45251329 | BW   |
| Wohldstraße 3 52° 39′ 44″ N, 8° 0′ 13″ O | Stall                    | Der Fachwerkstall steht unter einem Satteldach.                                                                           | 45251424 | BW   |
| Wohldstraße 3 52° 39′ 43″ N, 8° 0′ 11″ O | Stall                    | Der Fachwerkstall steht unter einem Satteldach.                                                                           | 45251492 | BW   |
| Wohldstraße 3 52° 39′ 44″ N, 8° 0′ 14″ O | Wagenschauer/Remise      | Der Wagenschauer wurde 1954 aus den Hölzern eines älteren Gebäude von 1845 errichtet.                                     | 45251376 | BW   |

### Gruppe: Hof Meyer
Die Gruppe „Hof Meyer“ ist eine mehrseitige Hofanlage unter einem hohen Baumbestand. Die Gruppe hat die ID 45248297.

| Lage                                 | Bezeichnung              | Beschreibung | ID       | Bild |
| ------------------------------------ | ------------------------ | --- | -------- | ---- |
| Hagenweg 4 52° 39′ 43″ N, 8° 0′ 7″ O | Wohn-/Wirtschaftsgebäude | Das Zweiständer-Hallenhaus wurde 1834 aus älteren Hölzern unter einem Satteldach errichtet. Der Wirtschaftsgiebel kragt dreifach, der Wohngiebel zweifach vor. | 45248326 | BW   |
| Hagenweg 4 52° 39′ 43″ N, 8° 0′ 5″ O | Scheune                  | Die Fachwerkscheune mit zwei Querdurchfahrten wurde 1799 unter einem Satteldach errichtet.                                                                     | 45248354 | BW   |
| Hagenweg 4 52° 39′ 42″ N, 8° 0′ 5″ O | Scheune                  | Die Fachwerkscheune mit zwei Querdurchfahrten wurde 1864 unter einem Satteldach errichtet. Beide Giebel kragen zweifach vor.                                   | 45248375 | BW   |
| Hagenweg 4 52° 39′ 43″ N, 8° 0′ 6″ O | Stall                    | Der Fachwerkstall von 1937 steht unter einem Satteldach. | 45248398 | BW   |
| Hagenweg 4 52° 39′ 43″ N, 8° 0′ 6″ O | Wagenschauer/Remise      | Der Wagenschauer ist aus Fachwerk konstruiert worden. | 45248417 | BW   |

### Gruppe: Hof Gieske
Die Gruppe „Hof Gieske“ besteht aus einer mehrseitigen Hofanlage mit Baumbestand. Wegen der Veränderungen wurden beide Scheunen, beide Ställe und der Schuppen ab 1986 nicht mehr im Denkmalverzeichnis geführt, sodass nur noch das Hauptgebäude und der Garten verblieben. Die Gruppe hat die ID 51691591.

| Lage                                     | Bezeichnung              | Beschreibung                                                                 | ID       | Bild |
| ---------------------------------------- | ------------------------ | ---------------------------------------------------------------------------- | -------- | ---- |
| Wohldstraße 7 52° 39′ 47″ N, 8° 0′ 20″ O | Wohn-/Wirtschaftsgebäude | Das Zweiständer-Hallenhaus wurde 1793 unter einem Satteldach errichtet.      | 44870952 | BW   |
| Wohldstraße 7 52° 39′ 48″ N, 8° 0′ 19″ O | Garten                   | Der Artländer Bauerngarten wird von einer Hecke umfasst, darin Taxusgehölze. | 45306136 | BW   |

### Gruppe: Hof Behrens im Wohlde
Die Gruppe „Hof Behrens im Wohlde“ besteht aus einer mehrseitigen Hofanlage mit Baumbestand. Die Gruppe hat die ID 45242916.

| Lage                                 | Bezeichnung              | Beschreibung | ID       | Bild |
| ------------------------------------ | ------------------------ | --- | -------- | ---- |
| Hagenweg 2 52° 39′ 44″ N, 8° 0′ 1″ O | Wohn-/Wirtschaftsgebäude | Das Zweiständer-Hallenhaus wurde 1758 unter einem Satteldach unter Verwendung der Hölzer des Vorgängerbaus (wohl von 1666) errichtet. Der Wirtschaftsgiebel kragt dreifach, der Wohngiebel zweifach vor. | 45242931 | BW   |
| Hagenweg 2 52° 39′ 44″ N, 8° 0′ 3″ O | Scheune                  | Die Fachwerkscheune mit zwei Querdurchfahrten steht unter einem Satteldach. Beide Giebel kragen zweifach vor.                                                                                            | 45243035 | BW   |
| Hagenweg 2 52° 39′ 45″ N, 8° 0′ 3″ O | Stall                    | Der aus Backstein errichtete Stall steht mit dem Zwerchgiebel traufständig zum Hof. | 45243016 | BW   |
| Hagenweg 2 52° 39′ 44″ N, 8° 0′ 0″ O | Backhaus                 | Das anderthalbgeschossige Fachwerkgebäude von 1686 steht unter einem Satteldach. Der Backofen wurde entfernt.                                                                                            | 45242958 | BW   |
| Hagenweg 2 52° 39′ 44″ N, 8° 0′ 3″ O | Wagenschauer/Remise      | Das Fachwerkgebäude steht unter einem Pultdach. | 45242993 | BW   |
| Hagenweg 2 52° 39′ 45″ N, 8° 0′ 0″ O | Nebengebäude             | Der Fachwerkschuppen ist mit Backsteinen ausgemauert. | 45243054 | BW   |
| Hagenweg 2 52° 39′ 44″ N, 8° 0′ 0″ O | Nebengebäude             | Der Fachwerkschuppen steht unter einem Pultdach. | 45243076 | BW   |

### Gruppe: Hof Schwarte, ehemals Evert-Ortland
Die Gruppe „Hof Schwarte, ehemals Evert-Ortland“ besteht aus einer mehrseitigen, geschlossenen Hofanlage mit hohem Baumbestand. Die Gruppe hat die ID 45248665.

| Lage                                       | Bezeichnung              | Beschreibung | ID       | Bild |
| ------------------------------------------ | ------------------------ | --- | -------- | ---- |
| Laketeilsweg 6 52° 40′ 0″ N, 7° 59′ 47″ O  | Wohn-/Wirtschaftsgebäude | Das Vierständer-Hallenhaus wurde 1868 aus einem früheren Zweiständergebäude unter einem Satteldach errichtet. Der Wirtschaftsgiebel kragt dreifach vor. Umbauten erfolgten 1934 und 1950. | 45248678 | BW   |
| Laketeilsweg 6 52° 40′ 0″ N, 7° 59′ 48″ O  | Scheune                  | Die Fachwerkscheune mit Zwerchgiebel auf einem L-förmigen Grundriss von 1792 und 1896 mit drei Querdurchfahrten.                                                                          | 45248697 | BW   |
| Laketeilsweg 6 52° 39′ 59″ N, 7° 59′ 48″ O | Scheune                  | Die Fachwerkscheune mit drei Querdurchfahrten und Zwerchgiebel steht unter einem Satteldach. Der Vordergiebel kragt dreifach vor.                                                         | 45248718 | BW   |
| Laketeilsweg 6 52° 40′ 0″ N, 7° 59′ 47″ O  | Stall                    | Der Fachwerkstall steht unter einem Satteldach. | 45248739 | BW   |
| Laketeilsweg 6 52° 40′ 0″ N, 7° 59′ 46″ O  | Stall                    | Der Fachwerkstall steht unter einem Satteldach. | 45248797 | BW   |
| Laketeilsweg 6 52° 40′ 0″ N, 7° 59′ 47″ O  | Backhaus                 | Das anderthalbgeschossige Fachwerkgebäude steht unter einem Satteldach. | 45248778 | BW   |
| Laketeilsweg 6 52° 40′ 0″ N, 7° 59′ 47″ O  | Wagenschauer/Remise      | Die als Wagenschauer errichtete Fachwerkkonstruktion steht unter einem Pultdach. | 45248762 | BW   |
| Laketeilsweg 6 52° 40′ 1″ N, 7° 59′ 47″ O  | Nebengebäude             | Das Verbindungsgebäude ist aus Fachwerk konstruiert und steht unter einem Pultdach. | 45248762 | BW   |
| Laketeilsweg 6 52° 40′ 0″ N, 7° 59′ 47″ O  | Nebengebäude             | Der Backsteinschuppen ist an das Hauptgebäude angebaut. | 45248836 | BW   |

### Einzeldenkmale
| Lage                                        | Bezeichnung              | Beschreibung | ID       | Bild |
| ------------------------------------------- | ------------------------ | --- | -------- | ---- |
| Wohldstraße 5b 52° 39′ 51″ N, 7° 59′ 44″ O  | Wohn-/Wirtschaftsgebäude | Das Zweiständer-Hallenhaus mit Stallanbau wurde 1883 als Heuerhaus für den Hof Lübke unter einem Satteldach errichtet.                         | 45252005 | BW   |
| Wohldstraße 10a 52° 39′ 48″ N, 7° 59′ 15″ O | Wohn-/Wirtschaftsgebäude | Das Zweiständer-Hallenhaus wurde 1668 als Heuerhaus für den Hof Pardieck, ehemals Große Vette, unter einem Satteldach errichtet.               | 45242785 | BW   |
| Hagenweg 4c 52° 39′ 44″ N, 8° 0′ 6″ O       | Wohn-/Wirtschaftsgebäude | Das Zweiständer-Hallenhaus wurde 1706 als Heuerhaus für den Hof Meyer unter einem Satteldach errichtet.                                        | 45248609 | BW   |
| Wohldstraße 10b 52° 39′ 40″ N, 7° 59′ 15″ O | Wohn-/Wirtschaftsgebäude | Das Zweiständer-Hallenhaus wurde im 19. Jahrhundert als Heuerhaus für den Hof Pardieck, ehemals Große Vette, unter einem Satteldach errichtet. | 45242851 | BW   |

### Ehemalige Gruppen

#### Hof Lübke
Die Gruppe „Hof Lübke“ bestand aus einer mehrseitigen Hofanlage. Nach einem Brand 1997 war ein Großteil der Hofanlage zerstört worden, sodass die Gruppe aus dem Denkmalverzeichnis gestrichen wurde. Verblieben ist lediglich das Haupthaus im Denkmalverzeichnis. Die Gruppe hatte die ID 51691372.

| Lage                                      | Bezeichnung              | Beschreibung                                                            | ID       | Bild |
| ----------------------------------------- | ------------------------ | ----------------------------------------------------------------------- | -------- | ---- |
| Wohldstraße 5 52° 39′ 49″ N, 7° 59′ 39″ O | Wohn-/Wirtschaftsgebäude | Das Zweiständer-Hallenhaus wurde 1831 unter einem Satteldach errichtet. | 45251947 | BW   |

#### Hof Hilge
Die Gruppe „Hof Hilge“ bestand aus einer mehrseitigen Hofanlage unter einem hohen Baumbestand. Die Veränderungen führten dazu, dass die Gruppe 1986 weitgehend aus dem Denkmalverzeichnis gestrichen wurde. Verblieben ist lediglich der Speicher im Denkmalverzeichnis. Die Gruppe hatte die ID 45230765.

| Lage                                      | Bezeichnung              | Beschreibung | ID       | Bild |
| ----------------------------------------- | ------------------------ | --- | -------- | ---- |
| Bröringsweg 7 52° 39′ 49″ N, 7° 58′ 30″ O | Wohn-/Wirtschaftsgebäude | Das Zweiständer-Hallenhaus unter einem Satteldach aus dem 19. Jahrhundert war teilweise abgebrannt. Die Außenmauern wurden durch massive Backsteinmauern ersetzt. Das Gebäude wurde ab 1986 nicht mehr im Denkmalverzeichnis geführt. | 45230780 | BW   |
| Bröringsweg 7 52° 39′ 48″ N, 7° 58′ 29″ O | Scheune                  | Die Fachwerkscheune wurde 1823 errichtet. Das Gebäude wurde wegen der Veränderungen ab 1986 nicht mehr im Denkmalverzeichnis geführt.                                                                                                 | 45230780 | BW   |
| Bröringsweg 7 52° 39′ 48″ N, 7° 58′ 30″ O | Scheune                  | Die Fachwerkscheune wurde 1833 errichtet. Das Gebäude wurde wegen der Veränderungen ab 1986 nicht mehr im Denkmalverzeichnis geführt.                                                                                                 | 45231222 | BW   |
| Bröringsweg 7 52° 39′ 49″ N, 7° 58′ 29″ O | Stall                    | Der Fachwerkstall wurde unter einem Satteldach errichtet. Das Gebäude wurde wegen der Veränderungen ab 1986 nicht mehr im Denkmalverzeichnis geführt.                                                                                 | 45231155 | BW   |
| Bröringsweg 7 52° 39′ 50″ N, 7° 58′ 28″ O | Speicher                 | Der zweigeschossige Fachwerkspeicher wurde 1756 unter einem Satteldach errichtet. Beide Giebel kragen zweifach vor. | 45231080 | BW   |

#### Hof Ortland
Die Gruppe „Hof Ortland“ besteht aus einer geschlossenen Hofanlage mit Baumbestand. Wegen der Veränderungen wurde die Hofanlage aus Wohn-/Wirtschaftsgebäude, Scheune, Stall und Wagenschauer ab 1986 nicht mehr im Denkmalverzeichnis geführt, sodass nur noch das Hauptgebäude und der Garten verblieben. Die Gruppe hat die ID 51711991.

| Lage                                       | Bezeichnung              | Beschreibung                                                            | ID       | Bild |
| ------------------------------------------ | ------------------------ | ----------------------------------------------------------------------- | -------- | ---- |
| Ortlandstraße 9 52° 40′ 1″ N, 7° 59′ 40″ O | Wohn-/Wirtschaftsgebäude | Das Zweiständer-Hallenhaus wurde 1736 unter einem Satteldach errichtet. | 50615598 | BW   |

### Ehemaliges Baudenkmal
| Lage                                       | Bezeichnung              | Beschreibung | ID       | Bild |
| ------------------------------------------ | ------------------------ | --- | -------- | ---- |
| Wohldstraße 5c 52° 39′ 51″ N, 7° 59′ 52″ O | Wohn-/Wirtschaftsgebäude | Das Fachwerkgebäude wurde als Heuerhaus unter einem Satteldach errichtet. Wegen der Veränderungen wurde das Gebäude ab 1986 nicht mehr im Denkmalverzeichnis geführt. | 51712135 | BW   |